# Тонкоклювый буревестник
Тонкоклювый буревестник (лат. Ardenna tenuirostris) — птица семейства буревестниковых.

## Внешний вид
Размах крыльев около метра. Окраска тёмно-бурая (в полёте кажется чёрным), брюшко чуть светлее.

## Распространение
Обитает на островах Тасмании (в т. ч. на острове Бабел их насчитывается 2,8 миллиона пар — это самая большая колония тонкоклювых буревестников в мире, около 12 % мировой популяции), на юго-восточном побережье Австралии, на мелких островах Тихого океана. На кочёвках встречается по всему Тихому океану, но особенно многочислен у берегов Дальнего Востока, где иногда встречается огромными стаями. Одна из самых многочисленных морских птиц. Численность превышает 25 миллионов пар.

## Размножение
Гнездится на небольших островках. Гнездо устраивает в норе, которую роет сам. В кладке одно яйцо. Птенец быстро растёт и перед вылетом весит 900 граммов, что больше массы родителей. Местные жители ловят этих птенцов и употребляют их в пищу. В это время они очень жирны и вкусны. Взрослые птицы также служат объектом промысла.